# Закон и порядок: Специальный корпус (сезон 16)
Премьера шестнадцатого сезона полицейского процедурала «Закон и порядок: Специальный корпус» состоялась 24 сентября 2014 года на американском телеканале NBC; заключительная серия сезона вышла в эфир 27 мая 2015 года. В общей сложности, шестнадцатый сезон состоял из двадцати трёх эпизодов.

## Актёры и персонажи
| - Маришка Харгитей — сержант Оливия Бенсон - Дэнни Пино — детектив Ник Амаро - Келли Гиддиш — детектив Аманда Роллинс - Айс Ти — детектив Фин Тутуола - Питер Сканавино — детектив Доминик «Сонни» Кариси - Рауль Эспарса — помощник окружного прокурора Рафаэль Барба | - Тамара Тюни — доктор Мелинда Уорнер - Роберт Джон Берк — лейтенант Эд Такер - Питер Галлахер — заместитель начальника полиции Уильям Доддс - Донал Лог — лейтенант Деклан Мерфи - Элизабет Марвел — адвокат Рита Калхун |

## Эпизоды
| № общий | № в сезоне | Название                                        | Режиссёр            | Автор сценария                                                                                             | Дата премьеры    | Зрители (млн) |
| --- | ---------- | ----------------------------------------------- | ------------------- | --- | ---------------- | ------------- |
| 344 | 1          | «Girls Disappeared» «Исчезнувшие девочки»       | Алекс Чаппл         | Сценарий: Роберт Брукс Коэн и Кевин Фокс Сюжет: Уоррен Ли и Джули Мартин                                   | 24 сентября 2014 | 10,07         |
| Амаро, пониженный до патрульного, задерживает несовершеннолетнюю проститутку, которая оказывается свидетельницей убийства Элли Портер, матери приёмного сына Бенсон. Бенсон просит Амаро пойти работать под прикрытием в среду сутенёров, и это ставит под угрозу жизнь многих людей, в том числе маленького сына Оливии Ноа. Тем временем, в спецкорпус переводится детектив Санни Кариси, который производит впечатление человека, не способного испытывать эмпатию. |            |                                                 |                     | |                  |               |
| 345 | 2          | «American Disgrace» «Американский позор»        | Артур У. Форни      | Уоррен Ли и Джули Мартин                                                                                   | 1 октября 2014   | 7,73          |
| Три девушки, так или иначе связанные с линией одежды «Орион Бэй», обвиняют её главное рекламное лицо, суперзвезду баскетбола Шакира Уилкинса, в изнасилованиях. Однако анализ показаний одной из девушек заставляет Барбу начать сомневаться в правдивости выдвинутых обвинений, и он просит детективов обратить пристальное внимание на владельца «Орион Бэй» Ориона Бауэра и его дочь. - Приглашенные звезды: Стейси Кич и Тери Поло |            |                                                 |                     | |                  |               |
| 346 | 3          | «Producer’s Backend» «Бекэнд продюсера»         | Майкл Прессман      | Сценарий: Джилл Аббинанти и Брианна Йеллен Сюжет: Джули Мартин и Уоррен Ли                                 | 8 октября 2014   | 7,55          |
| Амаро задерживает молодую популярную актрису Тенсли Эванс за вождение в пьяном виде. На суде оказывается, что за другое правонарушение она была помещена в реабилитационный центр, откуда сбежала накануне. Кроме того, персонал реабилитационного центра, сообщает о том, что у них есть видеозапись, где Тенсли занимается сексом с пятнадцатилетним подростком. Эта информация позволяет прокурору обвинить актрису в изнасиловании. Однако Оливия считает, что причины поведения Тенсли нужно искать в её прошлом, и что, возможно, она сама подвергалась насилию, но не подозревает об этом. Амаро возвращается в спецкорпус. |            |                                                 |                     | |                  |               |
| 347 | 4          | «Holden’s Manifesto» «Манифест Холдена»         | Жан де Сегонзак     | Сценарий: Джули Мартин и Уоррен Ли Сюжет: Кевин Фокс                                                       | 15 октября 2014  | 7,16          |
| Скромный и незаметный парень Холден Марч начинает нападать на женщин, которые когда-либо по его мнению обидели его. Пока полиция безуспешно ищет преступника, его очередное нападение заканчивается убийством и взятием заложников. Тем временем, Оливия оказывается меж двух огней, когда Ноа попадает в больницу, а новый заместитель начальника полиции Уильям Доддс давит на неё, требуя скорейшей поимки Марча. |            |                                                 |                     | |                  |               |
| 348 | 5          | «Pornstar’s Requiem» «Реквием порнозвезды»      | Дженнифер Гетзингер | Сценарий: Роберт Брукс Коэн и Селин Си Робинсон Сюжет: Кевин Фокс и Уоррен Ли                              | 22 октября 2014  | 7,19          |
| Студентка-первокурсница изнасилована на вечеринке двумя парнями. Когда их задерживает полиция, они утверждают, что секс был по согласию, так как жертва зарабатывает на жизнь и учёбу съёмками в жёстких порнофильмах, и её сопротивление было игрой. Бенсон и Барба всеми силами стараются доказать, что прошлое или профессия жертвы не могут служить оправданием для изнасилования. - Приглашенная звезда: Ханна Маркс |            |                                                 |                     | |                  |               |
| 349 | 6          | «Glasgowman’s Wrath» «Гнев одноглазого»         | Жан де Сегонзак     | Сценарий: Брианна Йеллен и Джилл Аббинанти Сюжет: Джули Мартин и Уоррен Ли                                 | 5 ноября 2014    | 7,00          |
| В ночь после Хэллоуина три девочки отправляются в лес на поиски духов. Утром одну из них находят с серьёзными ранениями, а две пропадают без вести. Бенсон и её команда делают всё возможное, чтобы найти пропавших и понять, что в этом деле реальность, а что вымысел. |            |                                                 |                     | |                  |               |
| 350 | 7          | «Chicago Crossover» «Чикагский кроссовер»       | Стив Шилл           | Сценарий: Эд Закерман Сюжет: Дик Вульф и Уоррен Ли                                                         | 12 ноября 2014   | 10,01         |
| Сержант Хэнк Войт из полиции Чикаго просит Оливию о помощи в поиске группы преступников, распространяющих детскую порнографию в течение более чем десяти лет. Это дело является личным для чикагского детектива Линдси, так как её давно потерявшийся брат оказался жертвой этих педофилов. Эрин вместе со своим напарником Джеем Холстедом приезжает в Нью-Йорк, чтобы участвовать в расследовании, и впервые за долгое время встречает брата. - Приглашенные звезды: София Буш, Джейсон Бех и Джесси Ли Соффер - Этот эпизод является второй частью трёхсерийного кроссовера с телесериалами «Пожарные Чикаго» и «Полиция Чикаго». Первая часть — эпизод «Никому ничего не трогать». Третья часть — эпизод «Им придётся столкнуться со мной». |            |                                                 |                     | |                  |               |
| 351 | 8          | «Spousal Privilege» «Супружеская привилегия»    | Шарат Раджу         | Сценарий: Джули Миллер и Саманта Ховард Корбин Сюжет: Уоррен Ли и Джули Миллер                             | 19 ноября 2014   | 7,93          |
| Детектив Тутуола находит в Интернете съёмку с камеры наружного наблюдения, на которой бывшая звезда бейсбола бьёт свою девушку. Когда полиция приходит к паре, девушка заявляет, что она сама была виновата в том, что её ударили, и что она не хочет вмешательства в свою личную жизнь. Однако Барба всё равно решает обвинить бывшего бейсболиста в домашнем насилии. - Приглашенные звезды: Чад Коулмэн и Миган Гуд |            |                                                 |                     | |                  |               |
| 352 | 9          | «Pattern Seventeen» «Образец семнадцать»        | Марта Митчелл       | Кевин Фокс                                                                                                 | 10 декабря 2014  | 6,90          |
| В Нью-Йорке происходит серия изнасилований, в процессе которых преступник напевает церковные гимны. Роллинс вспоминает, что преступник с таким же почерком орудовал несколько лет назад в Атланте. Она связывается с бывшими коллегами и узнаёт, что в местном хранилище сохранились образцы ДНК насильника. Аманда отправляется в родной город, чтобы забрать доказательства, и там впервые за долгое время сталкивается со своим бывшим начальником Чарльзом Пэттоном, который послужил основной причиной её перевода в Нью-Йорк. - Приглашенная звезда: Гарри Хэмлин |            |                                                 |                     | |                  |               |
| 353 | 10         | «Forgiving Rollins» «Прощая Роллинс»            | Майкл Словис        | Джули Мартин и Уоррен Ли                                                                                   | 7 января 2015    | 7,76          |
| Заместитель комиссара городской полиции Атланты Чарльз Пэттон вместе со своей подчинённой детективом Риз Теймор приезжают в Нью-Йорк на конференцию. На следующее утро Теймор оказывается в больнице и говорит Бенсон, что её изнасиловал Пэттон. Однако она не хочет заявлять на него, опасаясь за свою карьеру. В ходе расследования детективам и Барбе становится известно, что Риз — далеко не первая жертва заместителя комиссара, и одной из предыдущих пострадавших от его действий была… Аманда. - Приглашенные звезды: Гарри Хэмлин и Дрима Уокер |            |                                                 |                     | |                  |               |
| 354 | 11         | «Agent Provocateur» «Агент провокатор»          | Алекс Чаппл         | Саманта Ховард, Корбин                                                                                     | 14 января 2015   | 6,68          |
| Пятнадцатилетняя девушка найдена обнажённой и одурманенной наркотиками в чемодане посреди улицы. Она заявляет Бенсон, что последнее, что она помнит, это свидание с кинозвездой Скоттом Руссо, но, по её мнению, он не мог обидеть или изнасиловать её. Чтобы проверить историю девушки, детективы хотят посмотреть записи камер отеля, где происходила встреча. Однако, придя за ними, они выясняют, что видео уже забрал другой человек, назвавшийся детективом полиции Нью-Йорка. - Приглашенная звезда: Пэтти Люпон |            |                                                 |                     | |                  |               |
| 355 | 12         | «Padre Sandunguero» «Падре Сандунгеро»          | Маришка Харгитей    | Сценарий: Питер Блаунер Сюжет: Питер Блаунер и Уоррен Ли                                                   | 21 января 2015   | 6,77          |
| Отец Амаро, Николас, с которым тот не общался много лет, приходит в участок, говорит, что собирается жениться на молодой девушке, и приглашает сына на свадьбу. Ник отказывается идти, но когда на свадьбе происходит драка, и Амаро-старшего арестовывают, он выезжает на место происшествия. Ник говорит с избитой невестой, которая заявляет ему, что это сделал её жених, однако потом отказывается от своих слов. Таким образом, Амаро становится единственным свидетелем обвинения в суде против собственного отца, и это ставит под угрозу его отношения с остальными членами его семьи. - Приглашенная звезда: Арманд Ассанте |            |                                                 |                     | |                  |               |
| 356 | 13         | «Decaying Morality» «Разлагающаяся мораль»      | Майкл Прессман      | Кевин Фокс и Брианна Йеллен                                                                                | 4 февраля 2015   | 6,20          |
| Шестнадцатилетняя жертва изнасилования заявляет Бенсон и Роллинс, что подверглась насилию в туалете пиццерии со стороны её сотрудника, который ранее подозревался в аналогичном преступлении. Однако из-за нехватки улик полицейским приходится отпустить подозреваемого. Отец жертвы, узнав об этом, приходит в ярость и берёт правосудие в свои руки. - Приглашенная звезда: Хейли Лу Ричардсон |            |                                                 |                     | |                  |               |
| 357 | 14         | «Intimidation Game» «Устрашающая игра»          | Жан де Сегонзак     | Сценарий: Селин Си Робинсон и Роберт Брукс Коэн Сюжет: Джули Мартин, Селин Си Робинсон и Роберт Брукс Коэн | 11 февраля 2015  | 6,12          |
| На сотрудницу известной разработчицы видеоигр Рейны Пенджаби нападают сторонники движения против женщин в играх. Вскоре угрозы начинают поступать самой Рейне. Сотрудники спецкорпуса пытаются отговорить девушку от проведения презентации, посвящённой выходу её новой игры, но она наотрез отказывается сделать это. Детективы решают присутствовать на мероприятии, чтобы защитить Рейну, однако ситуация выходит из-под контроля и заканчивается похищением Пенджаби. |            |                                                 |                     | |                  |               |
| 358 | 15         | «Undercover Mother» «Мать под прикрытием»       | Стив Шилл           | Уоррен Ли и Джули Мартин                                                                                   | 18 февраля 2015  | 6,45          |
| В ходе операции, направленной на задержание несовершеннолетних проституток и их сутенёров, детективы спецкорпуса арестовывают хозяйку одного из притонов. Она сообщает им, что внедрилась в эту сферу только потому, что ищет свою дочь Ариэль, которая была похищена три года назад. Бенсон верит в историю несчастной женщины и даёт обещание найти её дочь. Поиск Ариэль сталкивает детективов с их старым знакомым лейтенантом Мёрфи, который работает под прикрытием в среде секс-торговли, он сообщает им имя сутенёра, у которого находится девушка. После ареста этого сутенёра, по имени Джонни Ди, Бенсон становится известно, что он — биологический отец Ноа. - Приглашенная звезда: Лили Тейлор                                    |            |                                                 |                     | |                  |               |
| 359 | 16         | «December Solstice» «Декабрьское солнцестояние» | Шарат Раджу         | Эд Закерман                                                                                                | 25 февраля 2015  | 7,72          |
| Дочери известного писателя Уолтера Бриггса, которым его шестая жена Шармейн запрещает видеться с отцом, приходят в спецкорпус и заявляют… о его изнасиловании. Они утверждают, что Шармейн каждый день даёт мужу таблетки для потенции без его ведома и насильно занимается с ним сексом. Кариси, который является большим фанатом творчества Бриггса, отправляется домой к писателю, чтобы оценить его дееспособность. - Приглашенные звезды: Роберт Вон и Марсия Кросс |            |                                                 |                     | |                  |               |
| 360 | 17         | «Parole Violations» «Условно-досрочное насилие» | Жан де Сегонзак     | Джилл Аббинанти                                                                                            | 25 марта 2015    | 5,92          |
| Жених беременной сестры Кариси нарушает условия своего условно-досрочного освобождения, и когда Санни спрашивает его о причинах этого, тот заявляет, что сорвался из-за того, что его офицер по надзору изнасиловала его, угрожая пистолетом. Барба соглашается открыть дело против насильницы, зная, как сложно ему будет убедить присяжных в том, что женщина могла изнасиловать мужчину. |            |                                                 |                     | |                  |               |
| 361 | 18         | «Devastating Story» «Шокирующая история»        | Майкл Словис        | Саманта Ховард Корбин                                                                                      | 1 апреля 2015    | 6,25          |
| Ведущий общенациональной телепрограммы Скип Петерсон берёт интервью у студентки, которая заявляет, что подверглась жестокому групповому изнасилованию в кампусе университета. Её история вызывает широчайший резонанс, и спецкорпус начинает расследование, чтобы наказать виновных. Однако чем большее детективы и Барба вникают в это дело, тем больше неувязок они находят и тем больше сомнений оно у них вызывает. - Приглашенные звезды: Роб Морроу и Лора Фрейзер |            |                                                 |                     | |                  |               |
| 362 | 19         | «Granting Immunity» «Предоставление иммунитета» | Холли Дейл          | Сценарий: Брианна Йеллен и Эй Зелл Уильямс Сюжет: Джули Мартин и Уоррен Ли                                 | 8 апреля 2015    | 7,31          |
| Старшеклассники престижной школы устраивают секс-вечеринку и распространяют фотографии, сделанные на ней, по всей школе. Когда это становится известно спецкорпусу, Бенсон даёт приказ удалить фотографии со всех телефонов школьников, однако это становится проблемой из-за вспышки кори, произошедшей в учебном заведении. Продолжая расследование, детективы выходят на группу матерей, которые являются противниками вакцинации. Тем временем, Ник узнаёт, что его сын собирается переезжать в Калифорнию вместе со своей матерью. - Приглашенная звезда: Мисси Пайл |            |                                                 |                     | |                  |               |
| 363 | 20         | «Daydream Believer» «Неисправимый мечтатель»    | Марта Митчелл       | Сценарий: Джули Мартин и Эд Закерман Сюжет: Уоррен Ли и Мэтт Олмстед                                       | 29 апреля 2015   | 9,28          |
| Спецкорпус Нью-Йорка работает вместе с полицейским управлением Чикаго над делом о серийном насильнике и убийце, который действовал в обоих городах. Полицейские вычисляют подозреваемого, но он скрывается от них и похищает сотрудницу полиции Чикаго. - Приглашенные звезды: София Буш, Джейсон Бех и Джесси Ли Соффер - Этот эпизод является заключительной частью трёхсерийного кроссовера с телесериалами «Пожарные Чикаго» и «Полиция Чикаго». Первая часть — эпизод «Мы называли её Дурашка». Вторая часть — эпизод «Количество крыс». |            |                                                 |                     | |                  |               |
| 364 | 21         | «Perverted Justice» «Извращённое правосудие»    | Алекс Чаппл         | Сценарий: Роберт Брукс Коэн и Селин Си Робинсон Сюжет: Уоррен Ли и Джули Мартин                            | 6 мая 2015       | 6,11          |
| Семнадцать лет назад по обвинению в изнасиловании собственной дочери был осуждён человек, который заявлял о своей невиновности. Спустя долгие годы дочь этого человека, выздоравливающая наркоманка, заявила, что отец никогда не насиловал её, а свидетельские показания она давала под принуждением матери, которая хотела посадить мужа в тюрьму. Адвокат Байард Эллис просит Оливию провести повторное расследование этого дела, а та, в свою очередь, обращается за помощью к Крейгену, как к человеку, который работал в то время. - Приглашенные звезды: Андре Брауэр, Самира Уайли и Дэнн Флорек |            |                                                 |                     | |                  |               |
| 365 | 22         | «Parents' Nightmare» «Ночной кошмар родителей»  | Жан де Сегонзак     | Кевин Фокс и Брендан Фини                                                                                  | 13 мая 2015      | 6,82          |
| Восьмилетний мальчик Оуэн Фархиди похищен прямо из школы. Мать ребёнка обращается в спецкорпус, говоря, что подозревает в похищении отца ребёнка, иранца Сэма Фархиди, с которым она находится в состоянии тяжёлого развода. Отец мальчика отрицает свою причастность к похищению и, узнав о том, что за мальчика назначен выкуп, соглашается заплатить его. Во время передачи выкупа детективам удаётся спасти мальчика и задержать его похитителя, который сразу заявляет, что похищение Оуэна заказала… его мать. Тем временем, сержанту Бенсон дают понять, что она недолго пробудет начальником спецкорпуса, если не согласится сдать экзамен на лейтенанта.                                                                               |            |                                                 |                     | |                  |               |
| 366 | 23         | «Surrendering Noah» «Отрекаясь от Ноа»          | Майкл Словис        | Джули Мартин и Уоррен Ли                                                                                   | 20 мая 2015      | 6,96          |
| Дело сутенера и торговца людьми Джонни Ди передают в суд. Оливия, несмотря на предостережения друзей и коллег, решает указать в официальных бумагах об усыновлении Ноа, что Джонни является его биологическим отцом, и это даёт адвокату подсудимого некоторые преимущества и предмет для торга в предстоящем судебном процессе. Амаро хочет сдавать экзамен на сержанта, но начальство полиции Нью-Йорка ясно даёт ему понять, что его никогда не повысят по службе. Ник решает уйти в отставку и переехать в Калифорнию, поближе к своим детям. - Приглашенная звезда: Чарльз Халфорд |            |                                                 |                     | |                  |               |